# برش‌های کوتاه
برش‌های کوتاه (به انگلیسی: Short Cuts) نام فیلمی به کارگردانی رابرت آلتمن و ساخته سال ۱۹۹۳ می‌باشد. این فیلم در ایران با نام میان‌برها نیز شناخته می‌شود. فیلم برش‌های کوتاه بر اساس فیلم‌نامهای از رابرت آلتمن و فرانک بارهیدت ملهم از نه داستان کوتاه و یک شعر از ریموند کارور نوشته شده بود. فیلم داستان ۲۲ شخصیت را به صورت موازی و با ضرب‌آهنگی سریع دنبال می‌کند و حوادث فیلم در لس آنجلس اتفاق می‌افتد. بسیاری از داستان‌ها وابسته به بخت و اقبال شخصیت‌ها حاوی پیامدی خوش‌آیند یا ناخوش‌آیند و حتی در مواقعی مرگبار می‌باشند. دی‌وی‌دی فیلم در سال ۲۰۰۴ توسط شرکت مجموعه کرایتریون به بازار آمد که حاوی دو دیسک بود و شامل پشت‌صحنه و مصاحبه‌هایی با رابرت آلتمن و ریموند کارور می‌شد.

## داستان فیلم
فیلم از ده داستان درهم‌پیچیده که در لس‌آنجلس و حوالی آن اتفاق می‌افتند تشکیل شده‌است.
در صحنه افتتاحیه فیلم دکتر رالف وایمن (متیو موداین) و همسرش، ماریان (جولیان مور) در کنسرتی با استیورات و کلر کین (فرد وارد و آن آرچر) آشنا می‌شوند و از آن‌ها می‌خواهند که برای یک مهمانی کباب‌خوران (باربکیو) به منزل آن‌ها بیایند. اما هر دو ازدواج در پایان هفته دچار اختلال می‌شوند. استیوارت و دوستانش به ماهی‌گیری می‌روند و درآنجا با جسد دختری درون آب مواجه می‌شوند. در بازگشت کلر متوجه می‌شود که استیوارت و دوستانش برای آنکه ماهی‌گیری‌شان دچار مشکل نشود، جسد را درون آب رها کرده و در بازگشت به پلیس اطلاع داده‌اند. وی ناراحت می‌شود و پس از یافتن نام دختر در روزنامه به مجلس ختم وی می‌رود.

تیم رابینز و فرانسیس مک دورمند در یک رستوران دور از چشم همسرانشان رابطه نامشروعی را شروع کرده‌اند.

از طرف دیگر دورین پیگت (لیلی تاملین) با شوهر احمق و دائم‌الخمر خود (تام ویتس) درگیر است، با پسر کوچکی به نام کیسی فینیگان (زانا کسیدی) تصادف می‌کند و چون پسر از جا برمی‌خیزد و به راه خود
می‌رود تصور می‌کند که وی حالش خوب است، غافل از اینکه او تا پایان هفته به علت ایجاد لخته خون در سرش در بیمارستان خواهد مرد و برای والدینش هاوارد (بروس دیویسن) و آن فینیگان (اندی مک‌داول) یک فاجعه غم‌ناک به بار خواهد آمد. در بیمارستان پدر هاوارد، پل فینیگان (جک لمون) پس از یک غیبت بیست و یک ساله به دیدار پسر و عروسش می‌آید و برای او دلایل ترک خانواده را بیان می‌کند. هانی (لیلی تیلر)، دختر دورین با یک مرد سادیستی به نام بیل بوش (رابرت داونی جونیور) ازدواج کرده که هر دو دوست خانوادگی لویس (جنیفر جیسن لی) و جری کیسر (کریس پن) می‌باشند. لویس زنی است که از طریق سکس تلفنی امرار معاش می‌کند ولی در سکس با همسرش دچار بی‌تفاوتی شده‌است.

جک لمون در نقش پل فینیگان به آن آرچر (کلر کین) حقه‌ای قدیمی در مورد چگونه یک تخم مرغ را بدون لمس از یک لیوان به لیوان دیگر انتقال دهیم، یاد می‌دهد.

جین شپارد (تیم رابینز) پلیسی بی‌اخلاق است که به همسرش شری (مادلین استو) خیانت می‌کند. و با بتی ودرز (فرانسیس مک‌دورمند) نرد عشق می‌بازد. شری خواهر ماریان وایمن (جولیان مور) است. زویی (لوری سینگر) دختری است که ویلیون‌سل می‌نوازد و همسایه هاوارد و آن فینیگان است و با مادرش تس (آنی راس) خواننده جاز مشکلات فراوانی دارد. زویی پس از شنیدن خبر مرگ کیسی خودکشی می‌کند. این داستان‌ها با موسیقی ویولن‌سل و جاز و پیانو در هم آمیخته می‌شوند. در ابتدای این فیلم سه‌ساعته تلویزیون مکرراً از شیوع یک حشره خبر می‌دهد و هلیکوپترها بر فراز شهر به پرواز در می‌آیند و شهر را آفت‌زدایی می‌کنند. در پایان فیلم نیز یک زلزله که به شخصیت‌ها تلنگری موقتی می‌زند، پایان بخش ماجراهاست. گاهی اوقات روابط بین شخصیت‌ها معنادار است و گاهی هم دوربین بین بارها، اتاق‌های انتظار بیمارستان‌ها، کافه‌ها، رستوران‌ها حرکت می‌کند و به شرح ماجراهای فیلم می‌پردازد در حالیکه به نقش تقدیر در زندگی بشر صحه می‌گذارد.

بروس دیویسون و اندی مکداول به نقش هاوارد و آن فینیگان پس از مرگ پسرشان کیسی، برای گرفتن کیک تولدش به قنادی آمده‌اند

تصویر سمت راست: در کنسرتی که در آن زویی ویولن‌سل می‌نوازد خانواده وایمن، دو نفر سمت راست، با خانواده کین آشنا می‌شوند. تصویرسمت چپ: دورین پیگت که گارسن یک رستوران است با شوهر دائم‌الخمرش ارل مشغول صحبت است، غافل از اینکه پسر کوچک خانواده فینیگان به علت تصادف با ماشین او درگذشته است.

## جوایز و نامزدی‌ها
رابرت آلتمن برای جایزه اسکار بهترین کارگردانی نامزد شده بود. فیلم‌نامه فیلم نیز نامزد جایزه گلدن گلوب شده بود. کلیه عوامل فیلم به یک جایزه ویژه از گلدن گلوب نائل آمدند. فیلم همچنین جایزه شیر طلایی جشنواره فیلم ونیز را برده‌است.

## جزئیات
- عنوان‌بندی اولیه فیلم حدود ۱۰ دقیقه طول می‌کشد.
- قسمت‌های مربوط به آنی راس و لوری سینگر در نوشته‌های کارور نبوده و ابتکار خود آلتمن می‌باشند.
- جنیفر جیسن لی برای قسمت‌های مربوط به سکس تلفنی با عده‌ای از افراد شاغل در این حرفه تماس گرفته بود و با آن‌ها صحبت نموده بود.[۱]

## بازیگران
- متیو موداین - دکتر رالف وایمن
- جولیان مور - ماریان وایمن
- فرد وارد - استیوارت کین
- آن آرچر - کلر کین
- لیلی تاملین - دورین پیگت
- تام ویتس - ارل پیگت
- بروس دیویسن - هاوارد فینیگان
- اندی مک‌داول - آن فینیگان
- جک لمون - پل فینیگان
- لیلی تیلور - هانی بوش
- رابرت داونی جونیور - بیل بوش
- جنیفر جیسن لی - لویس کیسر
- کریس پن - جری کیسر
- تیم رابینز - جین شپارد
- مادلین استو - شری شپارد
- فرانسیس مک‌دورمند - بتی ودرز
- لوری سینگر - زویی
- آنی راس - تس